# Sistema financer
El sistema financer d'un país és el conjunt d'institucions, mitjans i mercats que tenen com a finalitat canalitzar l'estalvi que generen els prestadors cap als prestataris, així com facilitar i atorgar seguretat al moviment de diners i al sistema de pagaments.
Aquesta tasca d'intermediació és duta a terme per les institucions que componen el sistema financer, i es considera bàsica per realitzar la transformació dels actius financers emesos per les unitats inversores, denominats primaris, en actius financers indirectes, més d'acord amb les preferències dels estalviadors.
El sistema financer comprèn, tant els instruments o actius financers, com les institucions o intermediaris i els mercats financers: els intermediaris compren i venen els actius en els mercats financers.

## Funció del sistema financer
El sistema financer compleix la missió fonamental en una economia de mercat, de captar l'excedent dels estalviadors (unitats de despesa amb superàvit) i canalitzar-lo cap als prestataris públics o privats (unitats de despesa amb dèficit). Aquesta missió resulta fonamental per dues raons:
- La no coincidència d'estalviadors i inversors. Les unitats que tenen dèficit són diferents de les que tenen superàvit.
- Els desitjos dels estalviadors tampoc coincideixen, en general, amb els dels inversors respecte al grau de liquiditat, seguretat i rendibilitat dels actius emesos per aquests últims, de manera que els intermediaris han de dur a terme una tasca de transformació d'actius, per fer-los més aptes als desitjos dels estalviadors.

## Actius financers
Els actius financers són aquells títols o anotacions comptables emesos per les unitats econòmiques de despesa, que constitueixen un mitjà de mantenir riquesa per als qui els posseeixen i un passiu per als qui el generen. Els actius financers, a diferència dels actius reals, no contribueixen a incrementar la riquesa general d'un país, ja que no es comptabilitzen en el Producte interior brut d'un país, però sí que contribueixen i faciliten la mobilització dels recursos reals de l'economia, contribuint al creixement real de la riquesa. Les característiques dels actius financers són tres:
- Liquiditat
- Risc
- Rendibilitat

## Mercats financers
Els mercats financers són el mecanisme o lloc a través del qual es produeix un intercanvi d'actius financers i es determinen els seus preus. El sistema no exigeix, en principi, l'existència d'un espai físic concret on es realitzen els intercanvis, El contacte entre els agents que operen en aquests mercats pot establir-se de diverses maneres: telemàticament, telefònicament, mitjançant mecanismes de subhasta o per internet. Tampoc és rellevant si el preu es determina com a conseqüència d'una oferta o demanda coneguda i puntual per a cada tipus d'actius.

## Organismes reguladors del sistema financer
Aquests organismes o institucions supervisen el compliment de les lleis redactades pels parlaments, així com de les normes emeses pels mateixos reguladors del sistema financer. Aquestes normes tenen per finalitat assegurar el bon funcionament dels mercats financers, i el seu conjunt s'anomena regulació financera. Per al compliment dels seus objectius poden imposar sancions (per exemple, una comissió reguladora de mercats de valors pot suspendre la cotització d'un valor borsari si es realitzen actes no permesos en l'intercanvi d'aquest valor).

## Intermediaris financers
Els agents especialistes, un tipus d'intermediari financer, posen en contacte a les empreses o famílies que tenen recursos, amb aquelles empreses o famílies que necessiten aquests recursos. Els agents especialistes busquen a aquestes unitats de despesa amb superàvit el lloc que s'adeqüi a la seva voluntat d'inversió. Els recursos que surten de la unitat de despesa amb superàvit arriben a la unitat de despesa amb dèficit. Els agents especialistes cobren una sèrie de comissions per la seva tasca, però sense tocar els recursos ni els títols financers.
La resta d'intermediaris financers (bancs, caixes d'estalvis, entitats de lísing, entitats de crèdit oficial...) reben els diners de les unitats de despesa amb superàvit, mentre que aquests intermediaris ofereixen a les empreses recursos a més llarg termini i d'una quantia superior a la rebuda per una sola unitat de despesa amb superàvit, de manera que realitza una transformació dels recursos rebuts per les famílies.